# クズアナゴ
クズアナゴ（学名：Nettastoma parviceps）は、ウナギ目クズアナゴ科に属する魚類の一種。

## 分布
日本の太平洋岸、ハワイ、オーストラリア、南東アフリカに分布する。

## 特徴
体長72cm。体色は淡褐色で、腹面は淡くなり、尾鰭は黒色となる。
深海に生息する。

## 近縁種
- ニセクズアナゴ Nettastoma solitarium Castle et Smith, 1981

パラオ海嶺、フィリピン、オーストラリア、西インド洋に分布。